# Dictyophara nigrosuturalis
Dictyophara nigrosuturalis är en insektsart som beskrevs av Melichar 1912. Dictyophara nigrosuturalis ingår i släktet Dictyophara och familjen Dictyopharidae. Inga underarter finns listade i Catalogue of Life.